# Làmpada d'inducció

Un sistema d'il·luminació per inducció Philips QL, on A) Ampolla de descàrrega B) Tub amb acoblador d'alimentació C) Balast electrònic.

Una làmpada d'inducció o llum d'inducció és una nova llum que pot il·luminar sota el principi d'inducció electromagnètica, però sense elèctrodes de contacte.

## Descripció

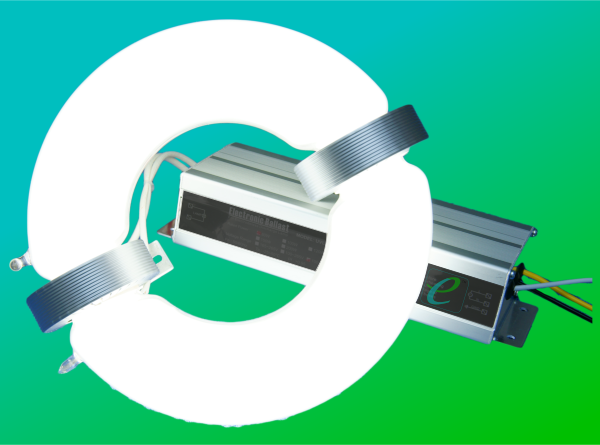
Làmpada d'inducció magnètica de 150 W, forma circular, amb inductor extern i la seva reactància electrònica.

Es basa en la descàrrega elèctrica en un gas a baixa pressió. La làmpada d'inducció és una barreja entre làmpada de mercuri i fluorescent. La seva principal característica és que no necessita elèctrodes per originar la ionització aquest és substituït per una bobina d'inducció sense filaments. Es crea un camp electromagnètic que introdueix el corrent elèctric al gas, provocant la seva ionització. L'avantatge principal que ofereix aquest avenç és l'enorme augment de la vida útil del llum.

## Plasma
Ceravision ha introduït una làmpada i una lluminària combinades amb el nom comercial Alvara per al seu ús en aplicacions d'enllumenat públic i d'enllumenat públic. Utilitza una guia d'ones de quars òpticament transparent amb un cremador integral perquè hi passi tota la llum del plasma. La font petita també permet que la lluminària utilitzi més del 90% de la llum disponible en comparació amb el 55% dels accessoris HID típics. Ceravision reclama la qualificació d'eficàcia de lluminària (LER) més alta de qualsevol llum encesa mercat, i haver creat la primera làmpada de plasma d'alta eficiència (HEP). Ceravision utilitza un magnetró per generar la potència de RF necessària i reclama una vida útil de 20.000 hores. La làmpada LIFI de Luxim reclama 120 lúmens per watt de RF (és a dir, abans de tenir en compte les pèrdues elèctriques). La tecnologia s'ha utilitzat a la llum de capçal mòbil ROBIN 300 Plasma Spot, i en els televisors Panasonic.